# Крымская волость (Славяносербский уезд)
Кры́мская во́лость — историческая административно-территориальная единица Славяносербского уезда Екатеринославской губернии.
По состоянию на 1886 год состояла из 2 поселений, 2 сельских общин. Население — 5 539 лиц (2 783 мужского пола и 2 756 — женского), 1 010 дворовых хозяйств.
|                        | Площадь, десятин | В том числе пахотной, дес. |
| ---------------------- | ---------------- | -------------------------- |
| Сельских общин         | 14450            | 6565                       |
| Казенной собственности | 761              | 235                        |
| Другой собственности   | 319              | 160                        |
| В целом                | 15530            | 6960                       |

Поселение волости:
- Крымское — собственническое село при реке Северский Донец в 15 верстах от уездного города, 2 968 лиц, 536 дворов, православная церковь, школа, арестный дом, 6 торговых лавок, винный склад, рейнский погреб, 3 ярмарки в год.
- Нижнее — собственническое село при реке Северский Донец, 2 567 человек, 474 двора, православная церковь, школа, арестный дом, 7 торговых лавок, 3 ярмарки в год.